# Dãy Puppe
Trong toán học, dãy Puppe là một kiến tạo của lý thuyết đồng luân, được đặt tên theo Dieter Puppe. Nó có hai hình thức: một dãy khớp dài, được xây dựng từ thành thớ, và một dãy đối khớp dài, được xây dựng từ đối thành thớ. Theo trực giác, dãy Puppe cho phép chúng ta nghĩ về đồng luân như một hàm tử biến các không gian thành các dãy khớp dài. Nó cũng có thể được sử dụng để xây dựng các dãy khớp dài ứng với các nhóm đồng luân tương đối.

## Dãy khớp Puppe
Đặt {\displaystyle f\colon (X,x_{0})\to (Y,y_{0})} là một ánh xạ liên tục giữa các không gian tâm và đặt {\displaystyle Mf} là thớ đồng luân tương ứng. Ta có một dãy khớp:
{\displaystyle Mf\to X\to Y}
trong đó thớ đồng luân được định nghĩa bởi:
{\displaystyle Mf=\{(x,\omega )\in X\times Y^{I}:\omega (0)=y_{0}{\text{ và }}\omega (1)=f(x)\}}
Quan sát rằng không gian vòng {\displaystyle \Omega Y} được nhúng vào thớ đồng luân: {\displaystyle \Omega Y\to Mf}, vì nó bao gồm những ánh xạ có điểm đầu và điểm cuối đều là {\displaystyle y_{0}}. Sau đó, người ta có thể chỉ ra rằng dãy khớp trên kéo dài đến một dãy khớp dài hơn
{\displaystyle \Omega X\to \Omega Y\to Mf\to X\to Y}
Lặp lại, ta thu được dãy Puppe
{\displaystyle \cdots \to \Omega ^{2}(Mf)\to \Omega ^{2}X\to \Omega ^{2}Y\to \Omega (Mf)\to \Omega X\to \Omega Y\to Mf\to X\to Y}

## Ví dụ

### Thành thớ
Trong trường hợp đặc biệt, xét f là một thành thớ {\displaystyle p:E\to B}. Thế thì thớ đồng luân có tính nâng đồng luân và do đó Mp với thớ {\displaystyle F=p^{-1}(b_{0})} tương đương đồng luân. Do đó các ánh xạ liên tục từ hình cầu vào Mp là đồng luân với các ánh xạ liên tục từ hình cầu vào F, nghĩa là,
{\displaystyle \pi _{n}(Mp)=\left[S^{n},Mp\right]\simeq \left[S^{n},F\right]=\pi _{n}(F).}
Hệ quả: dãy Puppe cho ta một dãy đồng luân thành thớ:
{\displaystyle {\begin{aligned}\cdots &\to \pi _{n+1}(E)\to \pi _{n+1}(B)\to \pi _{n}(F)\to \pi _{n}(E)\to \pi _{n}(B)\to \cdots \\\cdots &\to \pi _{1}(E)\to \pi _{1}(B)\to \pi _{0}(F)\to \pi _{0}(E)\to \pi _{0}(B)\end{aligned}}}